# Petropedetes johnstoni
Petropedetes johnstoni är en groddjursart som först beskrevs av George Albert Boulenger 1888.  Petropedetes johnstoni ingår i släktet Petropedetes och familjen Petropedetidae. IUCN kategoriserar arten globalt som nära hotad. Inga underarter finns listade i Catalogue of Life.